# Amtsgericht Mücheln
Das Amtsgericht Mücheln war ein Gericht der ordentlichen Gerichtsbarkeit in Mücheln.

## Geschichte
Von 1849 bis 1879 bestand in Mücheln die Gerichtskommission Mücheln des Kreisgerichtes Querfurt. Im Rahmen der Reichsjustizgesetze wurden reichsweit einheitlich Oberlandes-, Land- und Amtsgerichte gebildet. Das königlich preußische Amtsgericht Mücheln wurde mit Wirkung zum 1. Oktober 1879 als eines von 15 Amtsgerichten im Bezirk des Landgerichtes Naumburg im Bezirk des Oberlandesgerichtes Naumburg gebildet. Der Sitz des Gerichtes war die Stadt Mücheln. Sein Gerichtsbezirk umfasste aus dem Landkreis Querfurt den Stadtbezirk Mücheln, die Amtsbezirke Geiselthal, Ober-Wünch und St. Ulrich sowie Teile des Amtsbezirkes Bedra. Am Gericht bestand 1880 eine Richterstelle. Das Amtsgericht war damit ein kleines Amtsgericht im Landgerichtsbezirk.
Im Zweiten Weltkrieg wurde das Amtsgericht Mücheln 1945 geschlossen.